# Жаборанди (Сан-Паулу)
Жаборанди (порт. Jaborandi)  —  муниципалитет в Бразилии, входит в штат Сан-Паулу. Составная часть мезорегиона Рибейран-Прету. Входит в экономико-статистический  микрорегион Сан-Жоакин-да-Барра. Население составляет 6489 человек на 2006 год. Занимает площадь 274,219 км². Плотность населения — 23,7 чел./км².
Праздник города —  18 марта.

## История
Город основан в 1949 году.

## Статистика
- Валовой внутренний продукт на 2003 составляет 108.540.698,00 реалов (данные: Бразильский институт географии и статистики).
- Валовой внутренний продукт на душу населения на 2003 составляет 16.804,57 реалов (данные: Бразильский институт географии и статистики).
- Индекс развития человеческого потенциала на 2000 составляет 0,760 (данные: Программа развития ООН).

## География
Климат местности: тропический.